# Lise Meitner
Pour les articles homonymes, voir Meitner.
Elise « Lise » Meitner, née le 7, ou le 17, novembre 1878 à Vienne en Autriche et morte le 27 octobre 1968 à Cambridge, en Angleterre, est une physicienne autrichienne naturalisée suédoise.
Elle est renommée pour ses travaux sur la radioactivité et la physique nucléaire. Elle joua notamment un rôle majeur dans la découverte de la fission nucléaire, dont elle fournit avec son neveu Otto Frisch la première explication théorique. Lise Meitner est souvent citée comme l'un des cas les plus flagrants de scientifiques injustement ignorés par le comité attribuant le prix Nobel,,,,,.

## Biographie

### Enfance et études

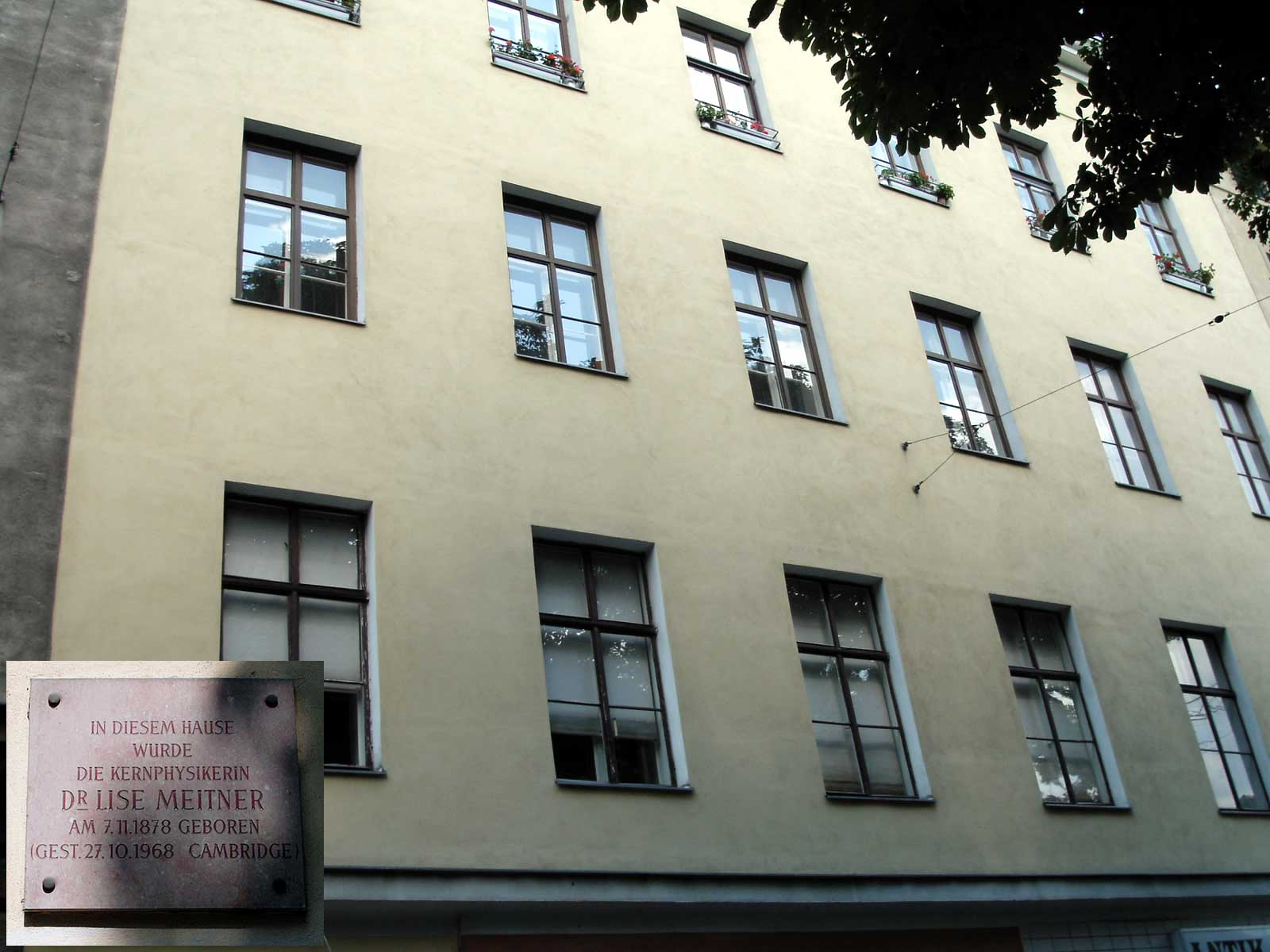
Maison de naissance de Lise Meitner.

Elise (« Lise ») Meitner est née de famille juive à Vienne, dans le deuxième arrondissement (Leopoldstadt). Elle fut la troisième des huit enfants de Philipp Meitner et son épouse Hedwig Skovran.
Son père fut l'un des premiers avocats juifs en Autriche. Le couple Meitner, aux idées libérales, éleva ses enfants dans une atmosphère intellectuelle stimulante, et les encouragea à poursuivre des études avancées. C'est ainsi que les cinq filles de la famille reçurent une éducation supérieure, dans une société où l'école se terminait pour les jeunes filles à l'âge de quatorze ans.
L'université autrichienne fut ouverte aux femmes en 1897. Durant une période de transition, les jeunes femmes purent être admises sans être passées par le lycée (le Gymnasium, qui jusqu'alors leur était fermé), à condition d'être reçues à l'examen final, la Matura, en tant que candidates externes. En 1899, Lise Meitner commença une préparation accélérée de deux ans, dans un petit groupe de trois femmes, afin de se présenter à cet examen. Elle fut reçue et entra à l'université de Vienne en 1901, à l'âge de vingt-deux ans.
Après la première année, au cours de laquelle Lise Meitner suivit de nombreux cours en physique, chimie, mathématiques et botanique, elle se concentra sur la physique. Dès la seconde année, elle choisit de suivre tous les cours donnés par Ludwig Boltzmann ; cela témoigne de la fascination que ce grand physicien théoricien exerçait sur ses étudiants, avec qui il développait des liens intellectuels mais aussi personnels.

### Premiers travaux à Vienne

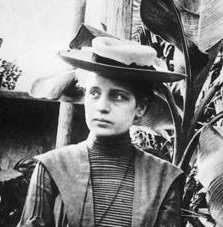
Lise Meitner à Vienne (v. 1906).

En 1905, Lise Meitner effectua son travail de doctorat sous la direction du physicien expérimentateur Franz-Serafin Exner, qui introduisit à Vienne l'étude de la radioactivité, un sujet nouveau et en plein essor. Le sujet d'étude de Lise était cependant de nature différente : il s'agissait de vérifier que les équations de Maxwell décrivant la conduction de l'électricité s'appliquent également au transport de la chaleur. Elle présenta en décembre 1905 son travail sur la conduction de la chaleur dans les solides inhomogènes devant un jury composé de Boltzmann et Exner, et obtint la plus haute mention (summa cum laude). Le diplôme de doctorat lui fut attribué en février 1906.
Lise Meitner demeura à Vienne durant l'année qui suivit son doctorat. En tant que femme, elle ne pouvait espérer une carrière académique, mais continua malgré tout la recherche. Elle rencontra Paul Ehrenfest, ancien étudiant de Boltzmann, qui attira son attention sur les articles publiés par Lord Rayleigh. L'un d'eux décrivait un effet d'optique que Rayleigh ne parvenait pas à expliquer. Lise Meitner trouva l'explication et en dériva de nouvelles observations : ce fut son premier travail scientifique indépendant.
En parallèle, elle entreprit de s'initier aux procédures expérimentales pour l'étude de la radioactivité, auprès de Stefan Meyer (en), assistant à l'Institut Boltzmann. Elle étudia alors l'absorption dans les métaux des rayonnements alpha et bêta. Elle établit ensuite un dispositif destiné à mettre en évidence la diffusion des particules alpha (quelques années plus tard, le même type de recherche conduisit Ernest Rutherford à la découverte du noyau atomique).

### Trente ans de recherche à Berlin

#### Carrière en Allemagne
Toujours sans perspective de carrière académique, mais bénéficiant du soutien de son père, Lise Meitner partit pour Berlin en 1907 afin de suivre les cours de Max Planck. L'université allemande n'était alors pas encore ouverte aux femmes, et Lise dut obtenir l'autorisation du professeur pour assister à ses cours. Planck, globalement opposé à l'éducation des femmes mais ouvert aux « exceptions », accepta Lise Meitner, pour qui il fut ensuite un soutien important. La jeune physicienne fut rapidement remarquée. Heinrich Rubens, professeur de physique expérimentale, lui proposa de travailler dans son laboratoire. Le jeune chimiste Otto Hahn, assistant à l'institut dirigé par Emil Fischer et désireux de collaborer avec un physicien, proposa également à Lise Meitner de travailler avec lui : ce fut le début d'une collaboration de trente ans. Otto Hahn et Lise Meitner furent de proches amis, et le restèrent leur vie durant malgré les événements ultérieurs.
Au début de leur collaboration, Lise Meitner et Otto Hahn se trouvèrent relégués dans un laboratoire de sous-sol de l'institut dirigé par Fischer, en raison des réserves de ce dernier quant à la présence d'une femme dans son institut.
La situation évolua lorsque fut fondée, en 1911, la société Kaiser-Wilhelm pour l'Avancement des Sciences (KWG), conduisant à la création de plusieurs instituts de recherche. En 1912, fut créé l'Institut Kaiser Wilhelm de Chimie (KWI-C). Otto Hann y fut embauché, assurant la direction du département de radiochimie. Lise Meitner le rejoignit, mais avec le statut d'invitée, sans salaire. Peu après cependant, elle obtint son premier emploi payé comme assistante de Max Planck. En 1913, après avoir reçu une proposition de poste de professeur associé à Prague, elle obtint une position au KWI-C en tant qu'associée : une décision de Fischer, probablement influencée par Planck.
Au début de la Première Guerre mondiale, Lise Meitner s'engagea comme infirmière, manipulant les équipements à rayons X. En 1916, elle retourna à ses recherches à Berlin, malgré un certain sentiment de culpabilité pour l'abandon de son service d'infirmière.
En 1917, fut créé au KWI-C un département de physique, dont la direction fut confiée à Lise Meitner : son statut devint alors équivalent à celui d'Otto Hahn. Leur collaboration continua jusqu'à l'exil de Lise Meitner en 1938.

#### Travaux scientifiques

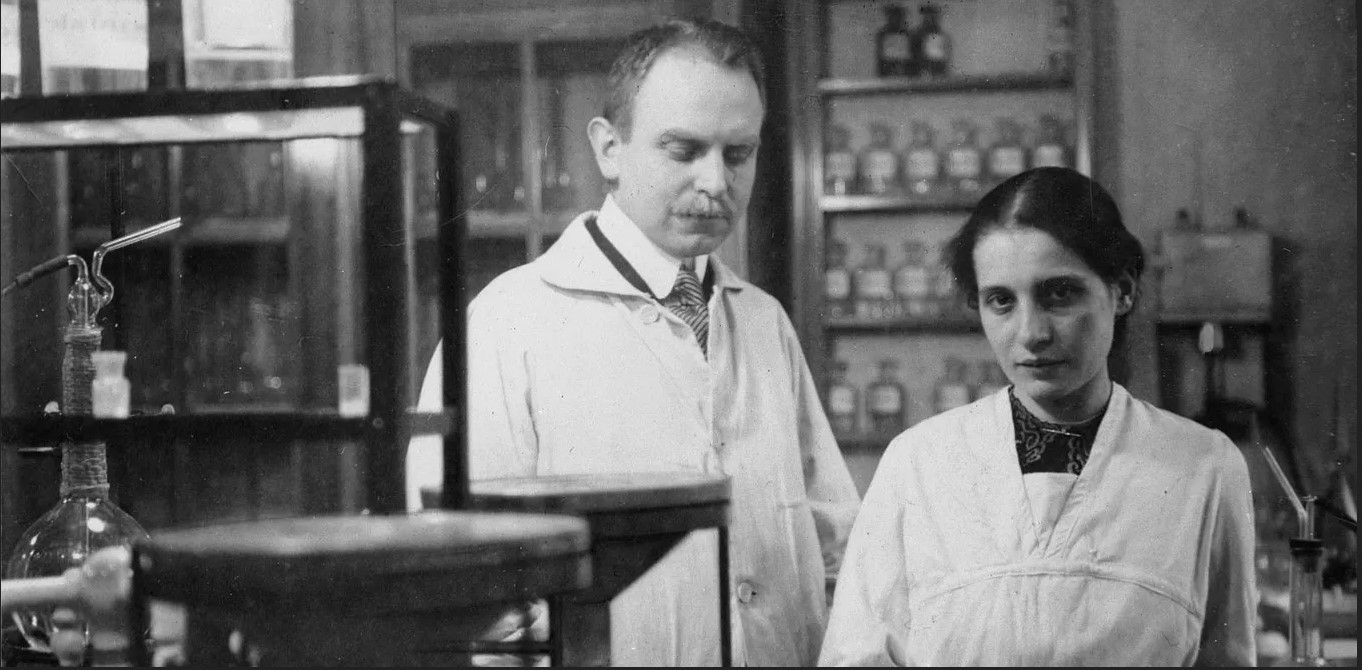
Avec Otto Hahn, dans leur laboratoire (1912).

La longue collaboration entre Lise Meitner et Otto Hahn porte sur la radioactivité.
Dès leur première année de travail en commun, unissant leurs compétences respectives de physicienne et de chimiste, ils découvrirent plusieurs isotopes. Ils devinrent réputés pour leurs travaux, notamment pour la découverte du protactinium en 1918.

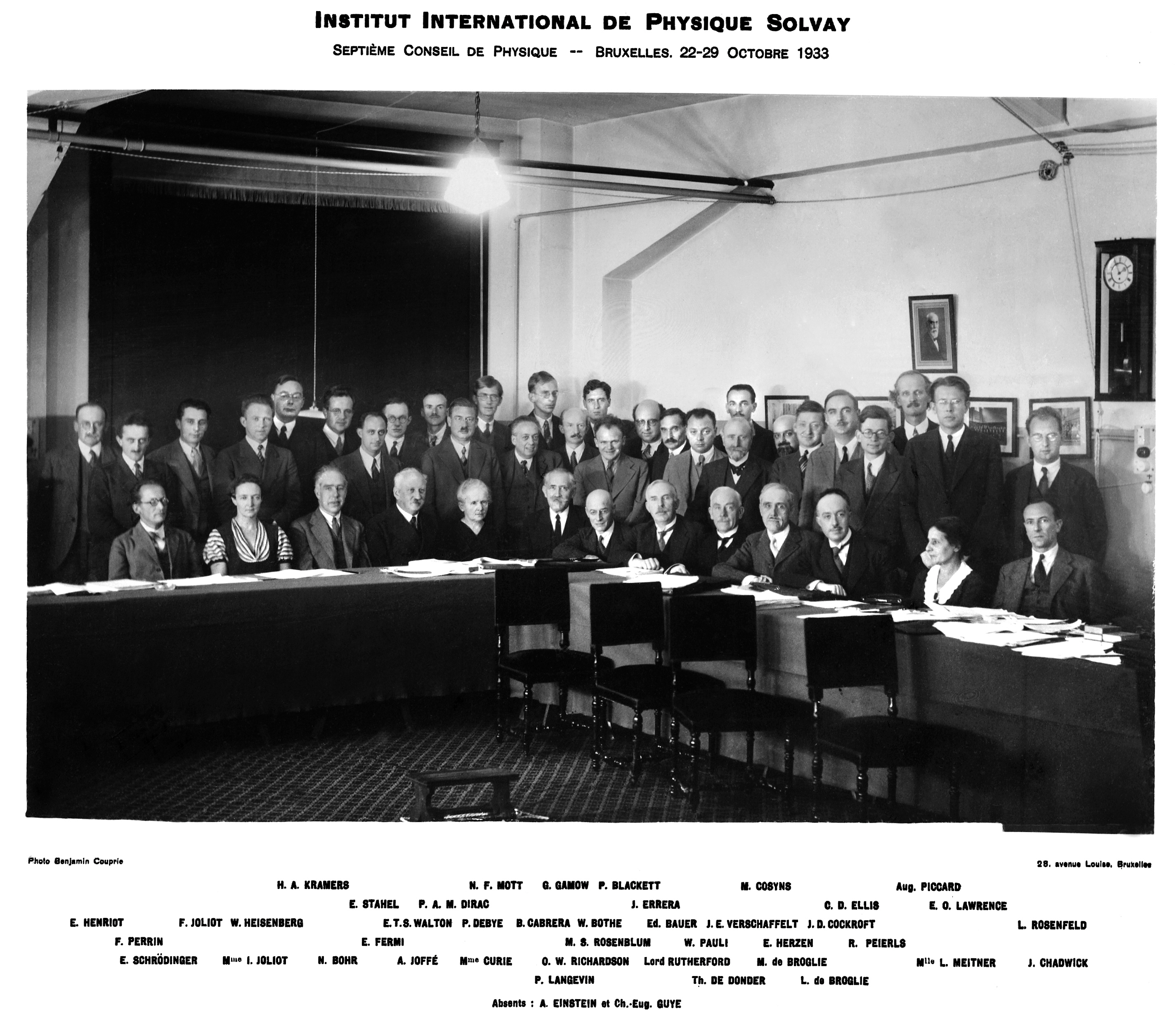
Lise Meitner au congrès Solvay de 1933.

Indépendamment de ses travaux avec Otto Hahn, Lise Meitner mena des recherches pionnières en physique nucléaire. Elle se consacra d'abord à l'étude des spectres de rayonnements bêta et gamma. En 1923, elle fait publier un article traitant en particulier de la transition non-radiative connue comme l'effet Auger, appelé en l'honneur de Pierre Auger, un scientifique français qui découvrit indépendamment cet effet. Elle découvrit également l'émission de paires électron-positron lors de la désintégration bêta plus. Elle effectua différentes mesures de la masse du neutron.
Un autre aspect important des travaux de Lise Meitner concernait l'étude des réactions nucléaires artificielles. Ainsi, en 1934, alors que ce sujet était en plein essor, elle impliqua les deux chimistes Otto Hahn et Fritz Strassmann dans le « projet uranium », un programme de recherche qui allait mener, quatre ans plus tard, à la découverte de la fission nucléaire.
Lise Meitner supervisa également la construction d'un accélérateur de particules dans le département de physique qu'elle dirigeait ; cette tâche fut achevée en 1938, peu de temps avant son départ d'Allemagne.

#### Départ d'Allemagne
Lors de l'arrivée au pouvoir d'Adolf Hitler en 1933, les Juifs occupant un emploi de service public furent renvoyés ou contraints de démissionner. Une grande partie des scientifiques juifs quitta alors l'Allemagne, parmi lesquels Otto Frisch, le neveu de Lise Meitner.
Dans un premier temps, la situation fut différente pour les membres des instituts de la Société Kaiser-Wilhelm : en tant que fondation privée, la KWG n'était pas explicitement soumise à la loi sur le service public. Cependant, en raison de la part du gouvernement et des forces conservatrices dans son financement, il y fut ordonné le renvoi des Juifs, à l'exception de quelques-uns des scientifiques les plus éminents ; parmi lesquels Lise Meitner, qui resta ainsi à la tête du département de physique du KWI-C jusqu'en 1938.
En 1937, la KWG passa sous le contrôle direct du gouvernement. Lise Meitner ne fut plus alors protégée que par sa nationalité autrichienne ; une protection qui prit fin lors de l'annexion de l'Autriche par le Troisième Reich (Anschluss) en mars 1938. En juin, elle apprit qu'elle serait prochainement renvoyée et interdite d'émigration ; elle décida alors de fuir l'Allemagne. Aidée par deux collègues néerlandais, Dirk Coster et Adriaan Fokker, elle passa la frontière des Pays-Bas en juillet 1938. Elle partit ensuite pour la Suède, où elle poursuivit son travail dans le laboratoire de Karl Manne Georg Siegbahn à Stockholm, mais avec peu de ressources. Elle continua de correspondre avec Otto Hahn et d'autres scientifiques allemands. Elle établit également une collaboration avec Niels Bohr qui voyageait régulièrement entre Copenhague et Stockholm.

### Découverte de la fission
À la suite de la découverte du neutron par James Chadwick en 1932, l'idée se propagea dans la communauté scientifique que des éléments plus lourds que l'uranium (le plus lourd des éléments rencontrés sur Terre à l'état naturel) pouvaient être produits en laboratoire. Ce fut le départ d'une course effrénée entre les différentes équipes de physique nucléaire : les groupes d'Ernest Rutherford (Royaume-Uni), Irène Joliot-Curie (France), Enrico Fermi (Italie), Otto Hahn et Lise Meitner (Allemagne) se lancèrent dans la compétition. L'enjeu, tel qu'il était alors perçu, n'était autre que l'honneur d'être les premiers à produire ces éléments inconnus, et l'espoir de voir un tel résultat récompensé par un prix Nobel. Personne n'envisageait à ce moment de possible application pour ces recherches.
Lorsque Lise Meitner fut contrainte de fuir l'Allemagne en 1938, elle poursuivit sa collaboration avec Otto Hahn par correspondance. Les deux scientifiques se rencontrèrent clandestinement à Copenhague en novembre 1938, afin de planifier une nouvelle série d'expériences. De retour à Berlin, Hahn réalisa ces expériences difficiles avec Fritz Strassmann ; ils mirent en évidence la présence de baryum parmi les éléments produits à la suite du bombardement de l'uranium avec des neutrons. Ils envoyèrent le manuscrit exposant ces observations à la revue Naturwissenschaften en décembre 1938. Simultanément, ils envoyèrent une lettre à Lise Meitner pour lui faire part de leurs résultats expérimentaux. Étant donné la situation politique, Lise Meitner ne pouvait figurer comme coautrice de la publication, malgré son rôle majeur dans le déroulement de ces recherches.
La possibilité que l'uranium se brise en éléments plus légers sous l'effet d'un bombardement de neutrons avait été suggérée plusieurs années auparavant, notamment par Ida Noddack en 1934. La première explication théorique de ce phénomène fut apportée par Lise Meitner et son neveu Otto Frisch en février 1939, en employant le modèle de la goutte liquide de Niels Bohr pour décrire le noyau atomique. Ils expliquèrent comment le noyau d'uranium peut se scinder en deux parties, un noyau de baryum et un de krypton, tout en éjectant plusieurs neutrons et une grande quantité d'énergie. Ces prédictions furent confirmées expérimentalement par Frisch. Ils purent également expliquer pour quelle raison aucun élément plus lourd que l'uranium n'existe à l'état naturel : avec l'augmentation du nombre de protons, la répulsion coulombienne devient si forte qu'elle l'emporte sur l'attraction de la force nucléaire qui lie les nucléons entre eux.
Peu après la découverte de la fission, la communauté scientifique prit conscience de la possibilité de produire une réaction en chaîne pouvant libérer une quantité d'énergie colossale. L'éventualité d'une application militaire apparut alors ; dans le contexte du début de la Seconde Guerre mondiale, il fut décidé de cesser toute publication concernant la fission nucléaire. Poussés par la peur que les Allemands ne développent une arme nucléaire, les physiciens Leó Szilárd, Edward Teller et Eugene Wigner persuadèrent Albert Einstein d'utiliser sa célébrité pour attirer l'attention du président américain Franklin Roosevelt sur ce sujet. Ceci déclencha le projet Manhattan, qui fut développé à Los Alamos et aboutit à la mise au point de l'arme nucléaire employée pour détruire Hiroshima et Nagasaki en 1945. De son côté, Lise Meitner refusa l'offre de participer au projet à Los Alamos en disant qu'elle ne voulait rien avoir à faire avec une bombe.

### Après la guerre

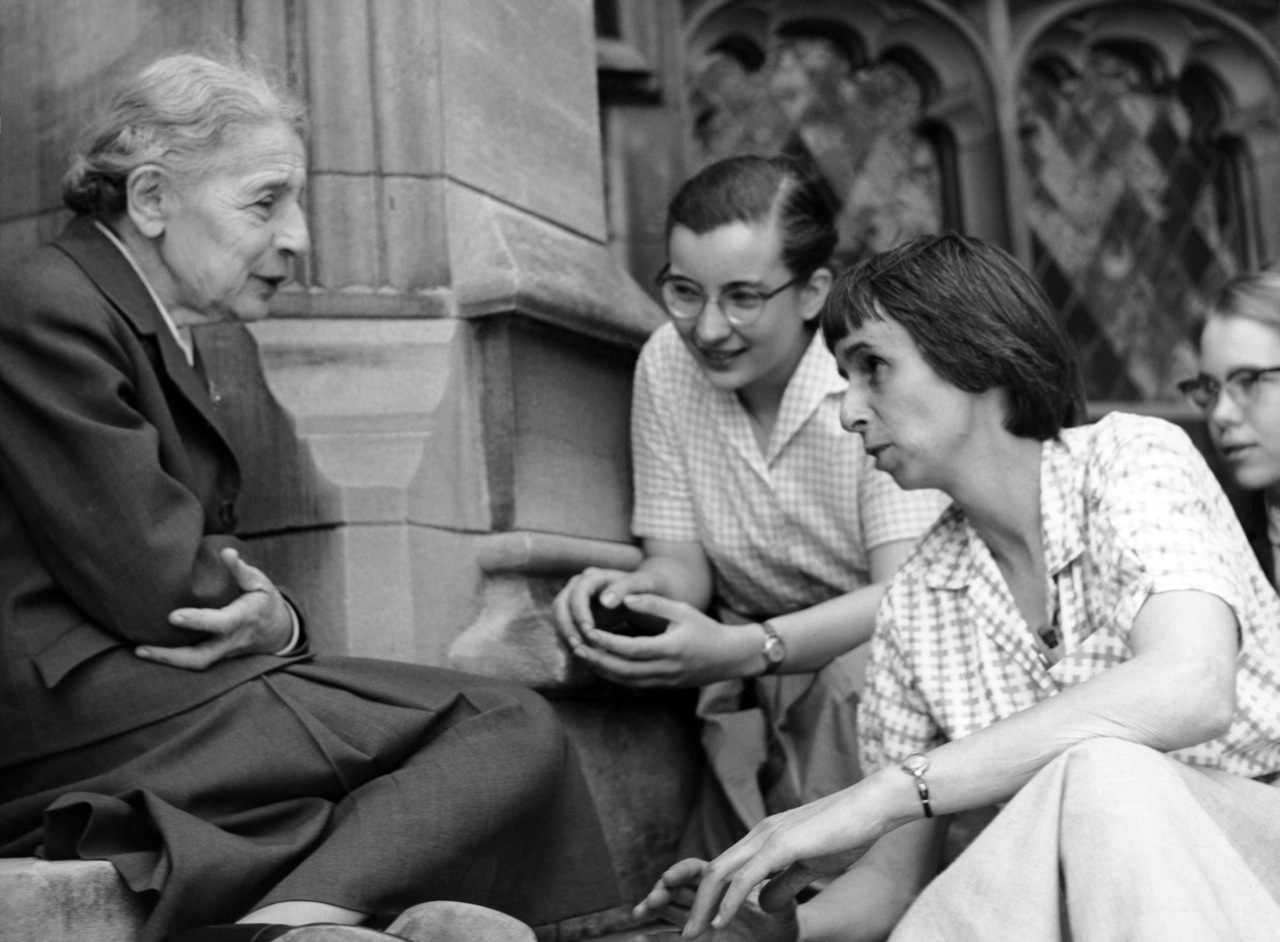
Lise Meitner et ses étudiantes au collège Bryn Mawr (1959).

En 1946, Lise Meitner exprima des regrets d'être restée en Allemagne après l'avènement du nazisme : « J'ai eu tort. Non seulement sur le plan pratique, mais aussi du point de vue moral. » Elle se montra également critique vis-à-vis des scientifiques qui, bien que ne partageant pas l'idéologie nazie, avaient travaillé sous le régime hitlérien : parmi eux, Werner Heisenberg et Otto Hahn. Elle leur reprocha la futilité d'une résistance passive, et de l'aide apportée à quelques amis, face à l'ampleur des crimes commis. Cette attitude affecte son amitié de longue date avec la botaniste et généticienne Elisabeth Schiemann, qui a passé la guerre en Allemagne tout en manifestant ouvertement son opposition au régime nazi, comme en témoigne une correspondance abondante publiée en 2010,.

Lise Meitner prit la nationalité suédoise en 1949, mais partit vivre en Angleterre en 1960. Elle mourut à Cambridge en 1968, peu avant d'atteindre 90 ans. Conformément à ses vœux, elle fut enterrée auprès de son frère Walter au cimetière de l'église St James, dans le village de Bramley (Hampshire). L'inscription sur sa tombe a été écrite par son neveu Otto Frisch : 
« Lise Meitner: a physicist who never lost her humanity » (« Lise Meitner, une physicienne qui n'a jamais perdu son humanité »).

## Distinctions et récompenses

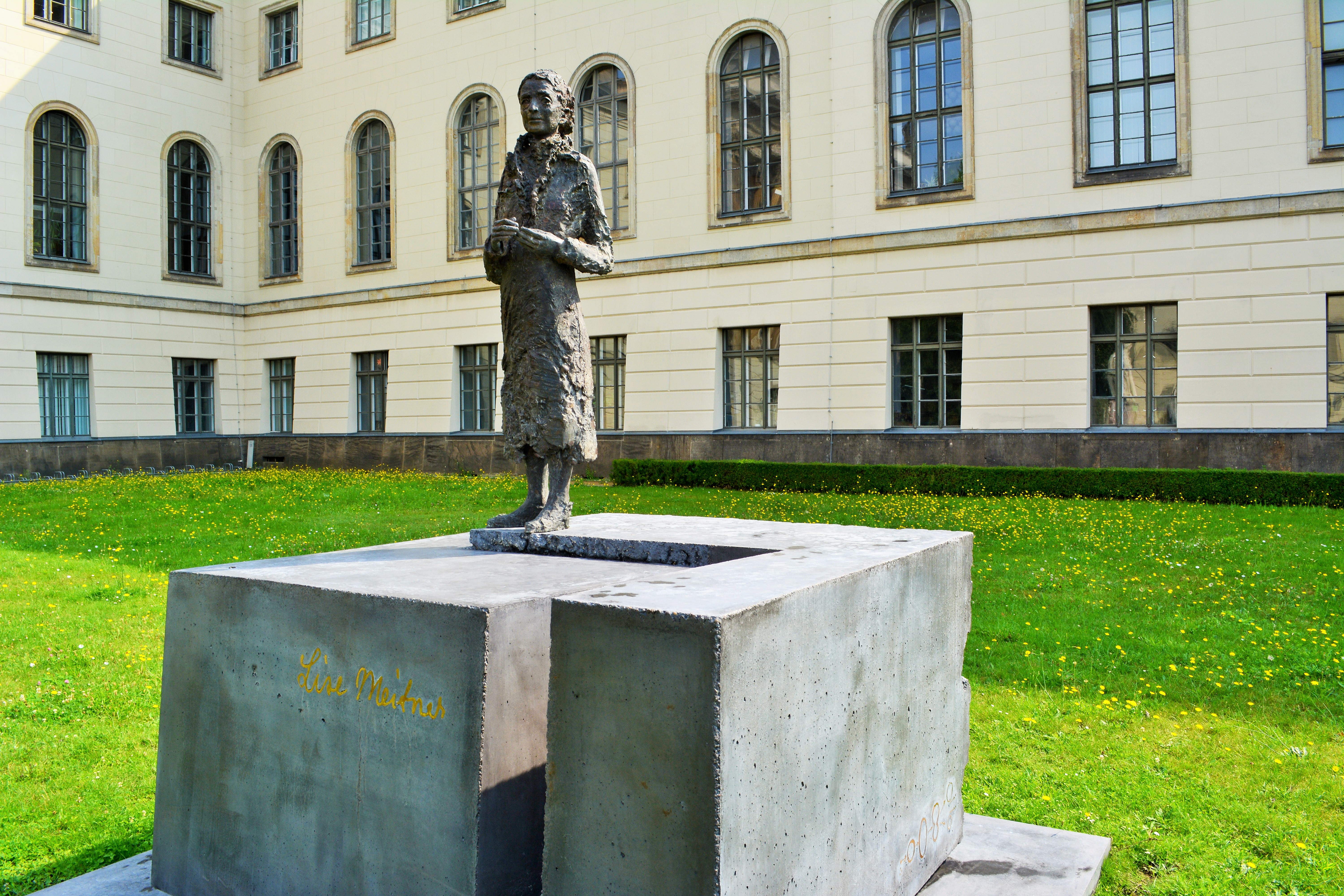
Statue de Lise Meitner à l'université Humboldt de Berlin.

Lise Meitner ne reçut jamais le prix Nobel, bien qu'elle eût été nommée 49 fois pour ce prix. L'attitude du comité Nobel n'est cependant pas représentative de l'estime que lui portaient ses collègues. Ainsi, en apprenant que le prix Nobel de chimie 1944 revenait à Otto Hahn, le chimiste Dirk Coster écrivit à Lise Meitner : « Otto Hahn, le prix Nobel ! Il l'a certainement mérité. Mais il est dommage que je vous aie enlevée de Berlin […] sans cela, vous l'auriez eu également. Cela aurait certainement été plus juste. »
Ce phénomène d'attribution des découvertes scientifiques des femmes à leurs homologues masculins se nomme effet Matilda. Lise Meitner fait partie des femmes qui font l'objet de minimisation et de non-reconnaissance de leurs apports à la science, bien que ce soient les troubles politiques de cette période qui la conduisirent à ne pas voir inscrire son nom à la liste des auteurs de l'article primé[réf. nécessaire]. De plus, par la suite, Lise Meitner reçut de nombreuses distinctions. Lors de sa visite aux États-Unis en 1946, elle fut reçue comme une célébrité par la presse américaine. Elle fut membre de l'Académie des sciences autrichienne et docteur honoris causa de plusieurs universités. 
Durant son existence, 21 récompenses scientifiques et publiques lui furent remises pour ses travaux et sa vie, parmi lesquelles :
- 1925 : prix Lieben pour l'étude des rayons bêta et gamma ;
- 1947 : prix d'honneur de la ville de Vienne pour la science ;
- 1949 : médaille Max-Planck de la société allemande de physique, avec Otto Hahn ;
- 1955 : prix Otto Hahn pour la chimie et la physique ;
- 1957 : élue docteur honoris causa à l'université libre de Berlin, le 11 mai 1957 ;
- 1966 : prix Enrico Fermi, avec Otto Hahn et Fritz Strassmann.

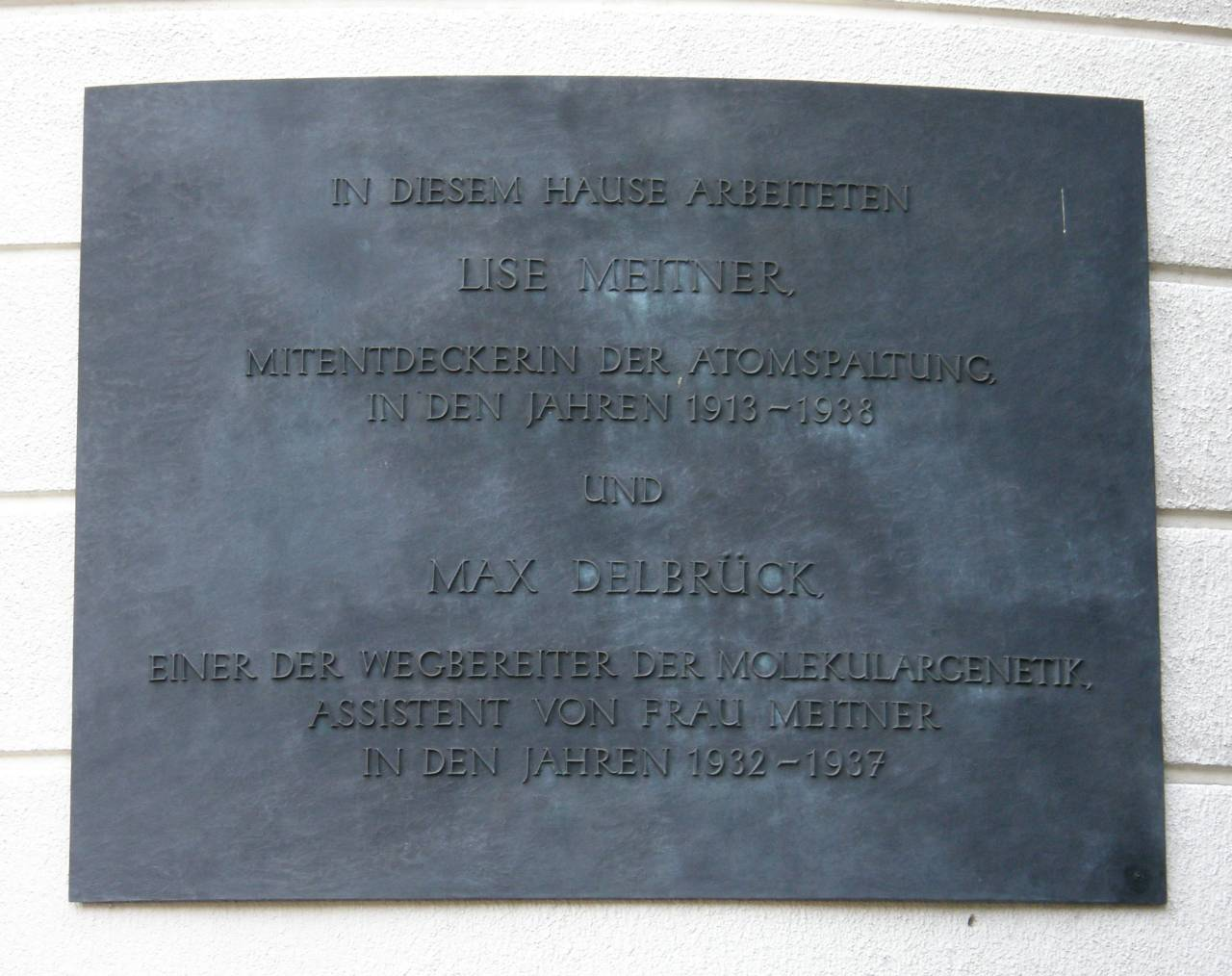
Plaque commémorative pour Lise Meitner et Max Delbrück, à Berlin.

Le nom de Lise Meitner fut donné à plusieurs rues et écoles, à un institut de recherche de Berlin (le Hahn-Meitner-Institut, renommé Helmholtz-Zentrum Berlin en 2008). L'Union astronomique internationale a donné son nom à deux cratères, sur la Lune et sur Vénus, ainsi qu'à l'astéroïde (6999) Meitner. En 1997, le nouvel élément de numéro atomique 109 fut baptisé meitnerium à sa mémoire. La Société Lise-Meitner est fondée en 2016 en Allemagne pour promouvoir l'égalité des femmes en sciences et mathématiques à l'intérieur et à l'extérieur de la carrière universitaire.
Un prix Lise Meitner est décerné par la Société européenne de physique, un autre du même nom par l'université de technologie Chalmers à Göteborg.
En 1978, l'Autriche a émis un timbre pour le centième anniversaire de sa naissance. L'Allemagne un autre en 1988.

## Hommages et postérité
- L'écrivaine de science-fiction féministe Charlotte Kerner lui consacre un ouvrage biographique en 1990[26].
- La vidéo de la série Arte Cherchez la femme lui est dédiée en 2022[27].
- D'avril 2023 à avril 2024, l'Espace pour la vie (Montréal), avec l'artiste MissMe, rend hommage à Lise Meitner et 6 autres femmes scientifiques, Katherine Johnson, Mary Jackson, Donna Strickland, Vera Rubin, Jocelyn Bell et Amalie Emmy Noether, « restées inconnues trop longtemps » avec l'exposition nobELLES dans le Planétarium[28],[29],[30],[31]
- Du 29 mars au 28 avril 2024, pièce de théâtre Les Fabuleuses, au  théâtre de la Reine Blanche à Paris, texte d'Élisabeth Bouchaud[32].
- En 2025, l'écrivain français Cyril Gély adapte son roman Le prix (2019) au théâtre. La pièce est représentée au théâtre Hébertot avec Pierre Arditi (Otto Hahn) et Ludmila Mikaël (Lise Meitner).

### Émission
- [(fr) Cherchez la femme ! (26/30) Lise Meitner - L'ère de l'atome sur Arte (page consultée le 25 janvier 2023)], série en stop motion de Julie Gavras (2021), Arte, durée 0 h 4.